# Forsa distrikt, Södermanland
Forsa distrikt är ett distrikt i Flens kommun och Södermanlands län. 
Distriktet ligger sydost om Flen. 

## Tidigare administrativ tillhörighet
Distriktet inrättades 2016 och utgörs av socknen Forssa.
Området motsvarar den omfattning Forssa församling hade vid årsskiftet 1999/2000.